# Associazione Calcio Rapallo Ruentes 1914 1963-1964
Questa voce raccoglie le informazioni riguardanti l'Associazione Calcio Rapallo Ruentes  nelle competizioni ufficiali della stagione 1963-1964.

## Rosa
| N. |                   | Ruolo | Calciatore            |
| -- | ----------------- | ----- | --------------------- |
|    | Italia (bandiera) | P     | Bruno Baxa            |
|    | Italia (bandiera) | C     | Marino Bellomo        |
|    | Italia (bandiera) | D     | Gianfranco Bertoletti |
|    | Italia (bandiera) | C     | Francesco Brancaleoni |
|    | Italia (bandiera) | D     | Luigi Caloi           |
|    | Italia (bandiera) | D     | Adalberto Fontana     |
|    | Italia (bandiera) | A     | Giancarlo Genisio     |
|    | Italia (bandiera) | D     | Giampiero Ghiglione   |
|    | Italia (bandiera) | D     | Enrico Hanset         |
|    | Italia (bandiera) | C     | Gino Ieri             |
|    | Italia (bandiera) | C     | Paolo Mainetti        |
|    | Italia (bandiera) | A     | Roberto Malcontenti   |

| N. |                   | Ruolo | Calciatore       |
| -- | ----------------- | ----- | ---------------- |
|    | Italia (bandiera) | C     | Giancarlo Menini |
|    | Italia (bandiera) |       | Monti            |
|    | Italia (bandiera) | A     | Angelo Pascale   |
|    | Italia (bandiera) | A     | Renato Petris    |
|    | Italia (bandiera) |       | Remondini        |
|    | Italia (bandiera) | D     | Renzo Rivara     |
|    | Italia (bandiera) |       | Rossi            |
|    | Italia (bandiera) | C     | Maurizio Spocchi |
|    | Italia (bandiera) | C     | Roberto Tacchini |
|    | Italia (bandiera) | P     | Alessandro Tedde |
|    | Italia (bandiera) | C     | Luigi Visani     |
|    | Italia (bandiera) |       | Zanforlini       |